# Hullettia
Hullettia é um género botânico pertencente à família Moraceae.
1. ↑  «Hullettia — World Flora Online». www.worldfloraonline.org. Consultado em 19 de agosto de 2020